# 青森県道214号苫米地兎内線
青森県道214号苫米地兎内線（あおもりけんどう214ごう とまべちとないせん）は、青森県三戸郡南部町から五戸町に至る一般県道である。

## 概要
南部町苫米地字下宿で国道104号から分岐してすぐに、青い森鉄道青い森鉄道線と交差して北西方向へ進む。五戸町豊間内で国道454号に接続したあと五戸町切谷内字兎内で青森県道15号橋向五戸線交点に至る。

### 路線データ
- 起点：三戸郡南部町大字苫米地[1]
- 終点：三戸郡五戸町字兎内[1]

## 歴史
- 1961年（昭和36年）2月10日 - 県道に認定される[1]。

## 路線状況

### 重複区間
- 国道454号 : 五戸町豊間内・地内

## 地理

### 交差する道路
- 国道104号（起点）
- 国道454号（五戸町豊間内・地内）
- 青森県道15号橋向五戸線（終点）

### 沿線の施設
- 青い森鉄道青い森鉄道線 苫米地駅
- 南部町役場
- 南部町立福地小学校
- バーデハウスふくち
- 五戸町立豊間内小学校